# Brokstedt
Brokstedt település Németországban, Schleswig-Holstein tartományban. Lakosainak száma 2128 fő (2023. december 31.).

## Népesség
A település népességének változása:
| Lakosok száma | 1231 | 2059 | 2027 | 2037 | 2070 | 2072 | 2128 |
|               | 1975 | 2014 | 2017 | 2019 | 2021 | 2022 | 2023 |